# Daïra de Sigus
La daïra de Sigus est une daïra d'Algérie située dans la wilaya d'Oum El Bouaghi et dont le chef-lieu est la ville éponyme de Sigus.

## Localisation
La daïra est située au nord-ouest de la wilaya d'Oum El Bouaghi.
|            |                         |              |
| Aïn M'lila | daïra de Sigus          | Aïn Babouche |
|            | Aïn Fakroun, Aïn Kercha |              |

## Communes
La daïra est composéé de deux communes : Sigus et El Amiria.